# 瑞光寺 (相模原市)
瑞光寺（ずいこうじ）は神奈川県相模原市緑区にある曹洞宗の寺院。詳名は橋本山瑞光寺。

## 歴史
天正19年（1591年）に聖山大祝によって開山された。開基は瑞光月心（俗称橋本勘十郎。天正14年没とも言われている）。曹洞宗の寺で、武蔵国多摩郡（現在の八王子）の高乗寺の末寺。山号は橋本山。本尊は釈迦如来である。釣鐘の鋳造は貞享4年（1687年）。この鐘は第二次世界大戦中に供出させられていて、現存しない。現在の釣鐘は近年奉献されたものである。本堂、位牌堂、鐘楼は2011年11月に新しく建て替えられ、2012年4月29日に住職、本寺である高乗寺(八王子)の住職、檀家330人が参列して落慶式が行われた。

### 本然学舎（寺子屋）から相模原市立旭小学校までのあゆみ
江戸時代には寺子屋が開かれ、明治6年（1863年）には、現在の相模原市立旭小学校の前身となる本然学舎となった。山門前には当時の生徒の子孫が建てた記念碑（本然学舎橋本学校開設の碑）がある。この記念碑の裏には、最初に入学した6歳から12歳までの男子18名、女子2名、計20名の名前が記されている。女子は加藤タキと牛久保イトである。橋本の歴史に深く関わった相澤安右衛門、相澤菊太郎兄弟の名前もある。
本然学舎は明治8年（1865年)に橋本学校となり、明治35年（1902年）に相原村立学校となり、翌明治36年（1903年)に校名を相原村立旭尋常小学校と改めた、と記されている。
この「旭」という名前の由来としては次のように伝えられている。明治35年（1902年）それぞれの集落ごとにあった学校は、小学校令により統合され、現在の旭小学校の敷地に開校されることになった。しかしそれまでの相原村立学校という校名をめぐって小山・橋本・相原の各村が譲らず、村会が何度も開かれた。1903年の2月8日に徹夜覚悟で村会を開くが、なかなかまとまらず、翌朝は一面の雪景色。太陽が雪に反射して輝く情景に感動した村長が、九日の文字を組み合わせて「旭」という名前が生まれ、旭尋常小学校と改名された。

## 境内
- 本堂[4]2012年６月に、「禅宗仏殿様式」で建て替えられ、樹齢500年の桧が使われた。本堂の「寄せ棟照りむくり」の屋根は寺院建築では珍しい造りであり、このような格式ある造りを持つ末寺は全国的にも少ない。[12]
- 山門[4]
- 鐘付堂[4]
- 六地蔵[4]
- 榧の木[4]本堂正面には、樹齢600年の榧（かや）の大樹がある[13]。
- 記念碑[4]
- 案内所[4]

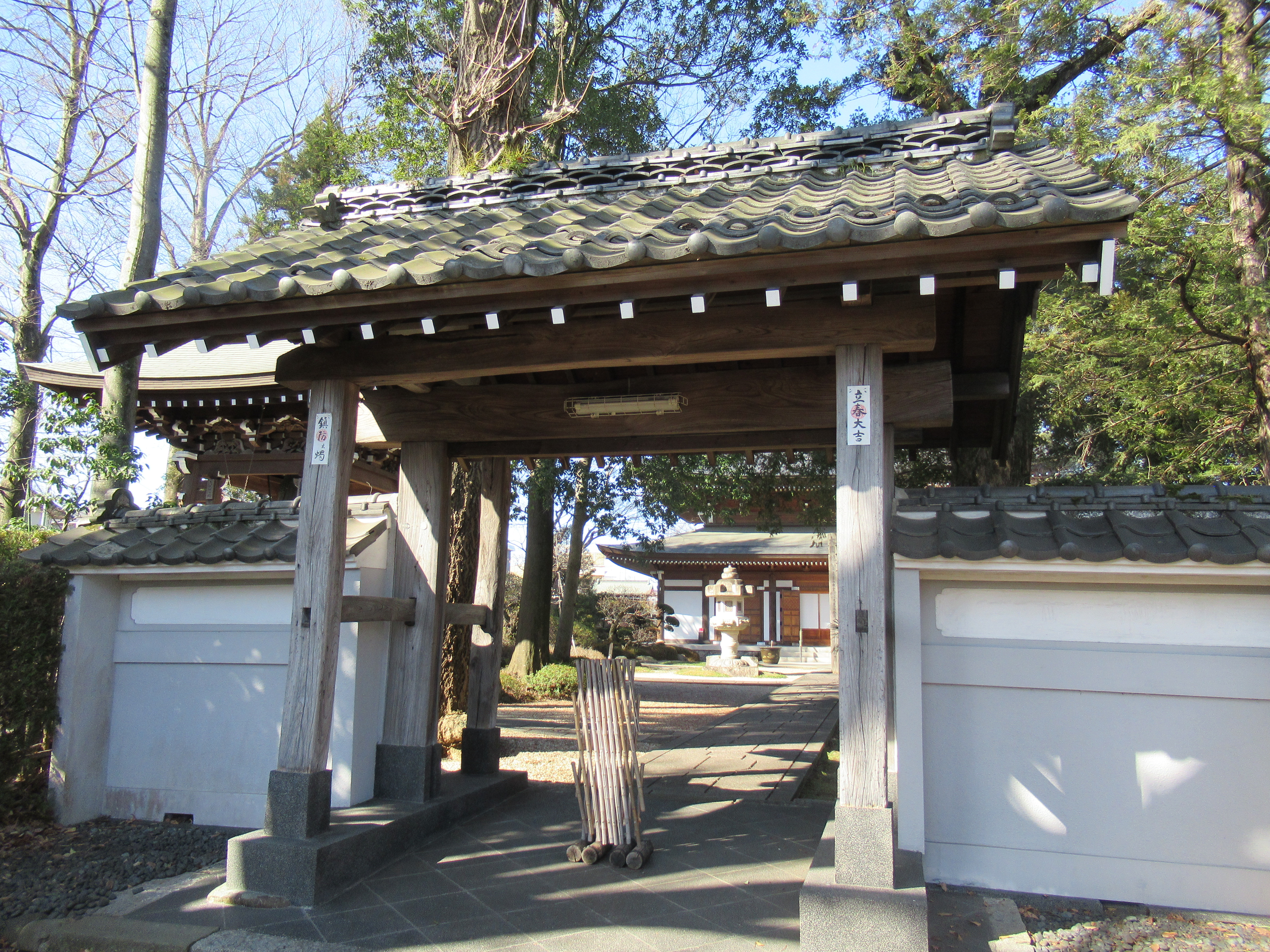
山門
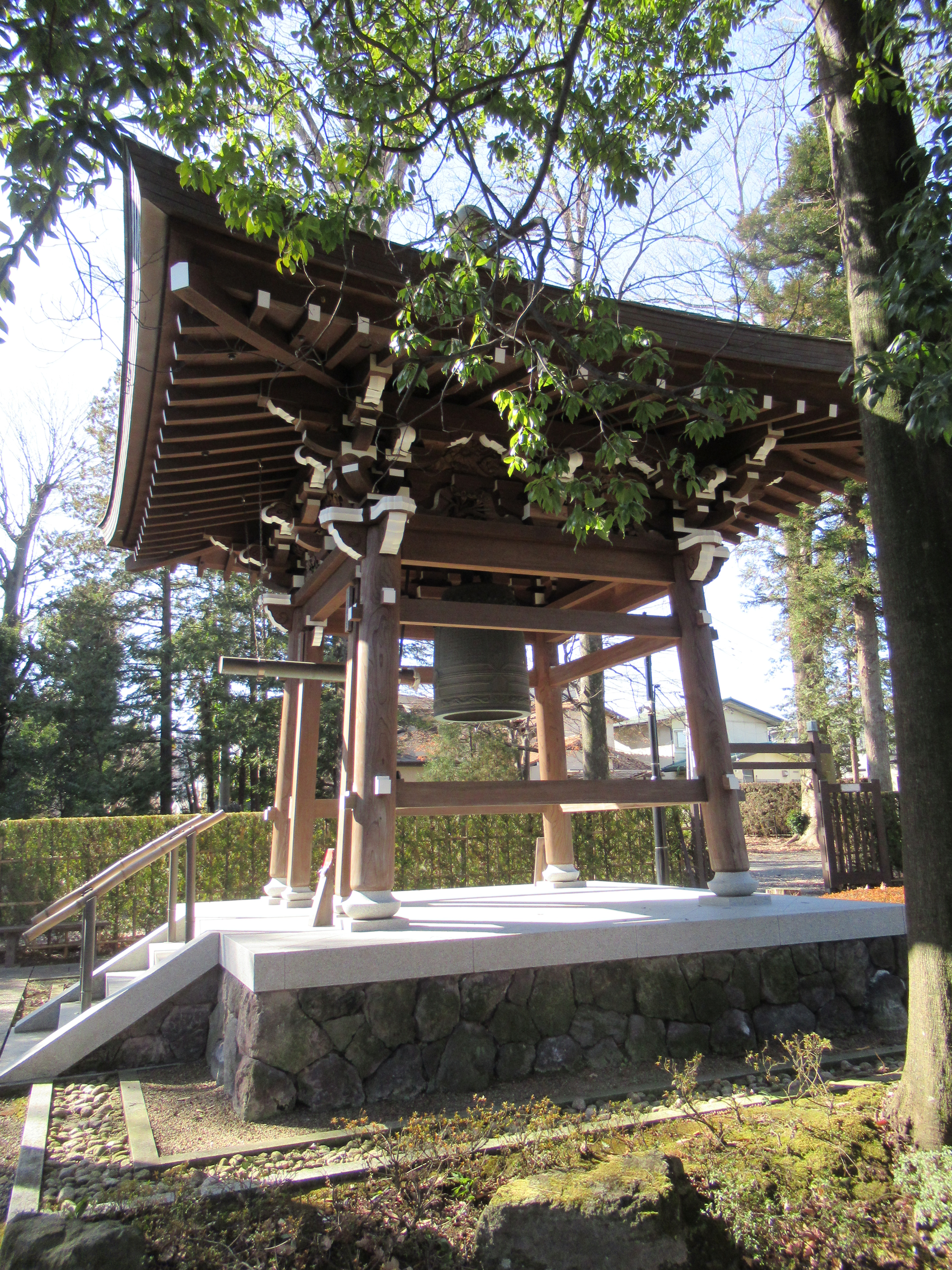
鐘楼
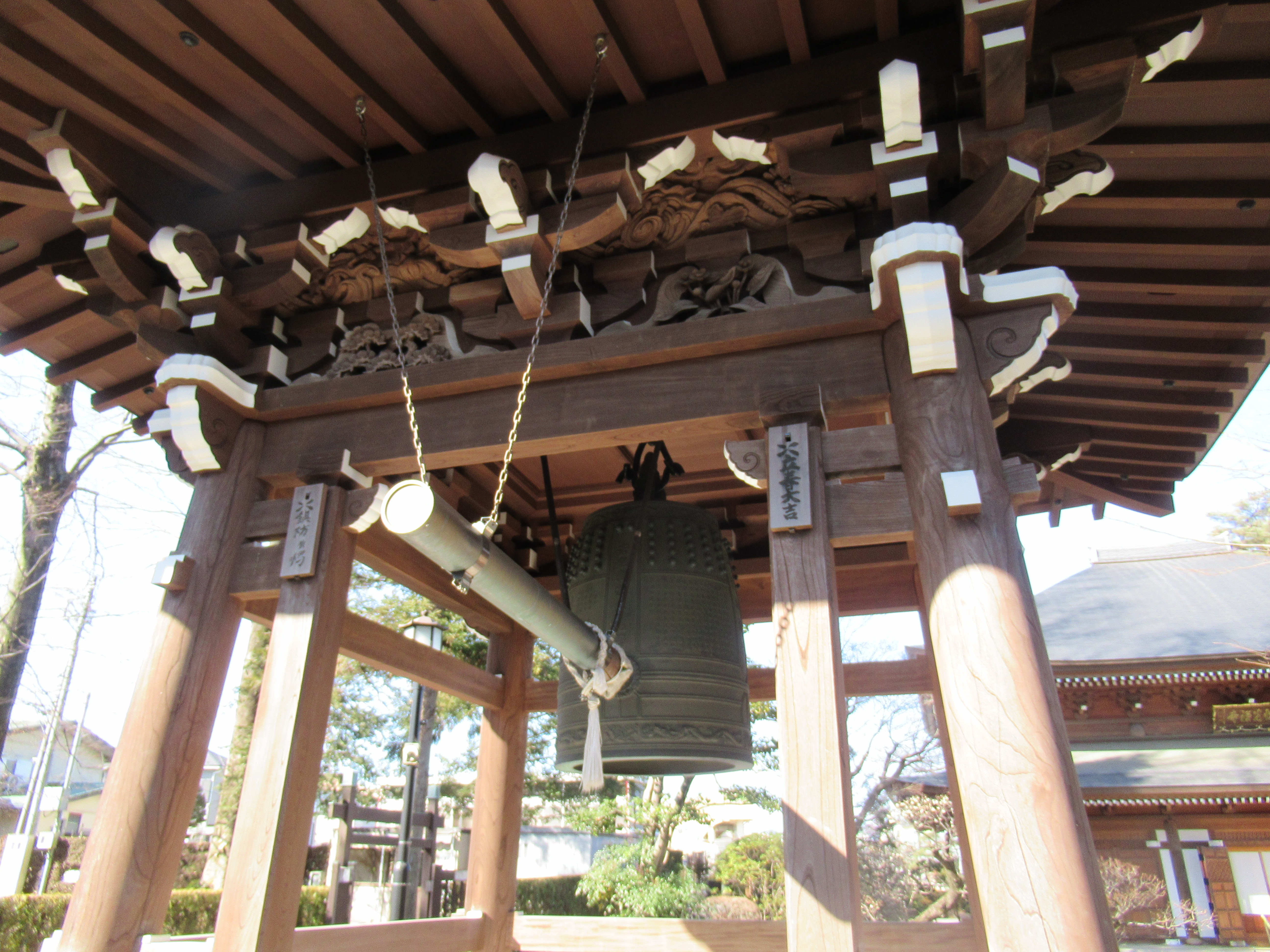
鐘楼拡大図
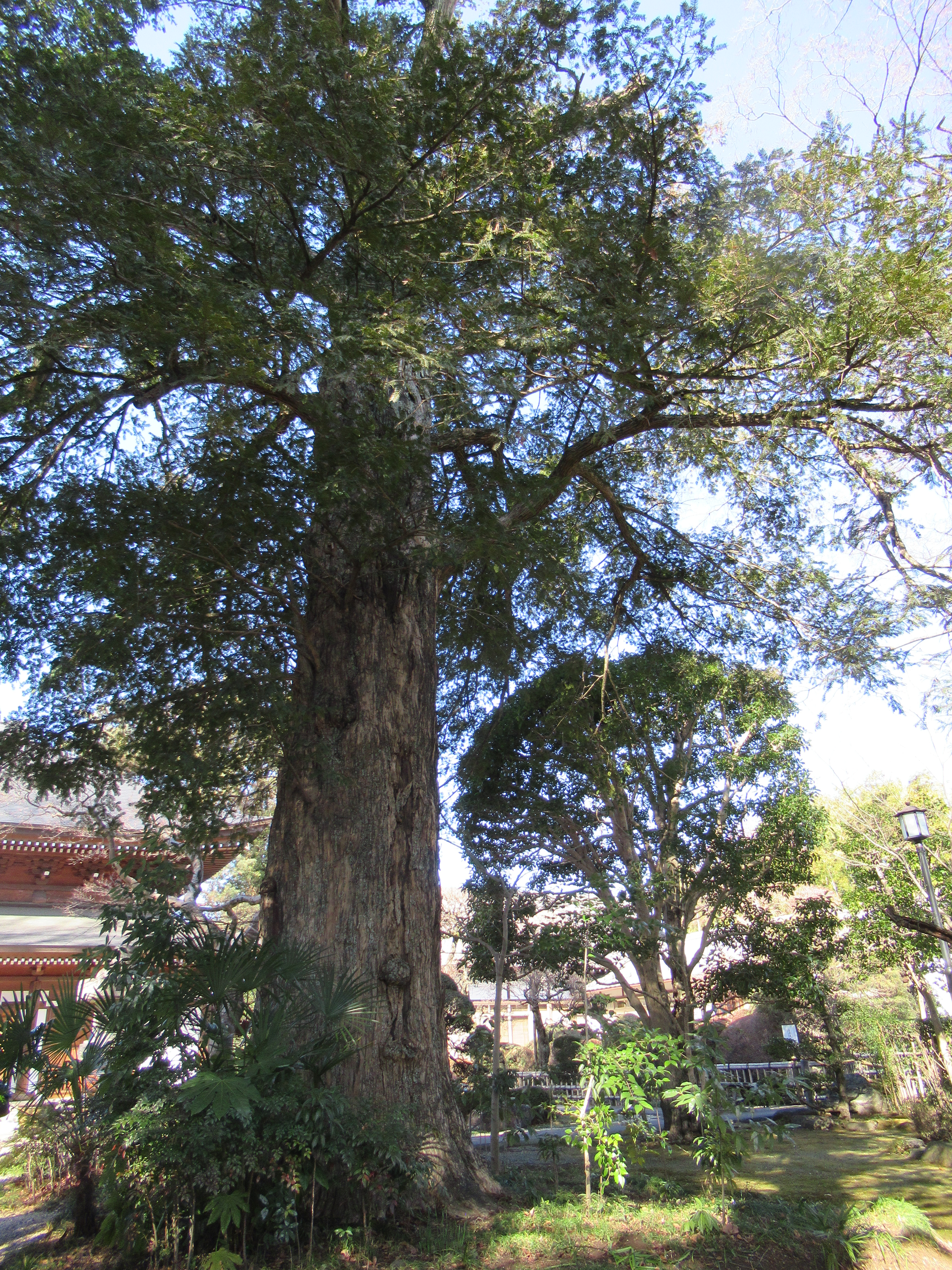
境内の榧木
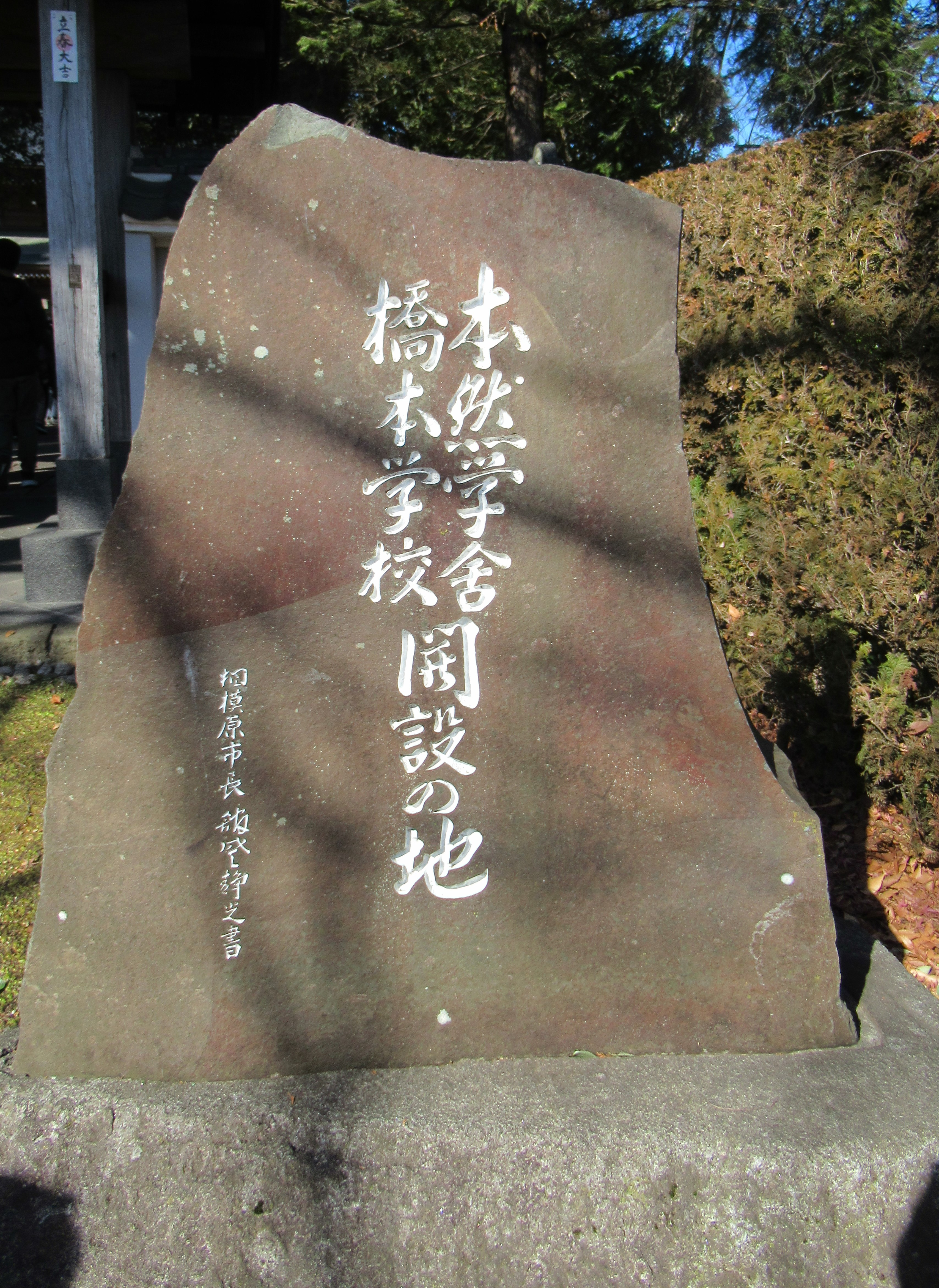
本然学舎橋本学校開設の地の碑

## 年中行事
- 彼岸会を3月、9月のお彼岸中日に実施[14]。
- お盆・盂蘭盆会を7月、8月に実施[14]。
- 除夜の鐘つきを12月31日に実施[14]。
- 御詠歌の教室を毎週水曜日に開催[14]。

## 周辺

### 橋本瑞光寺遺跡
1961年（昭和36年）に、橋本瑞光寺遺跡として瑞光寺旧本堂の礎石部分について調査が行われた。この調査では、籠、柱穴、周構などが検出され、須恵器圷や土師器甕の出土が見られた。

## 交通アクセス
- 鉄道　京王相模原線　JR横浜線　JR相模線「橋本駅」下車　徒歩15分[17]
- バス　京王相模原線　JR横浜線　JR相模線「橋本駅」北口より
  - 神奈川中央交通バス　八王子駅南口行き「橋本本町」下車　徒歩2分[18][19]
  - 京王電鉄バス　南大沢駅行き「橋本本町」下車　徒歩2分[20]
- 車　八王子バイパス「元橋本」より旧16号線に曲がり、信号「瑞光寺入口」より入る[17]
- 駐車場　山門左右に有り[17]